# Stora Holmen

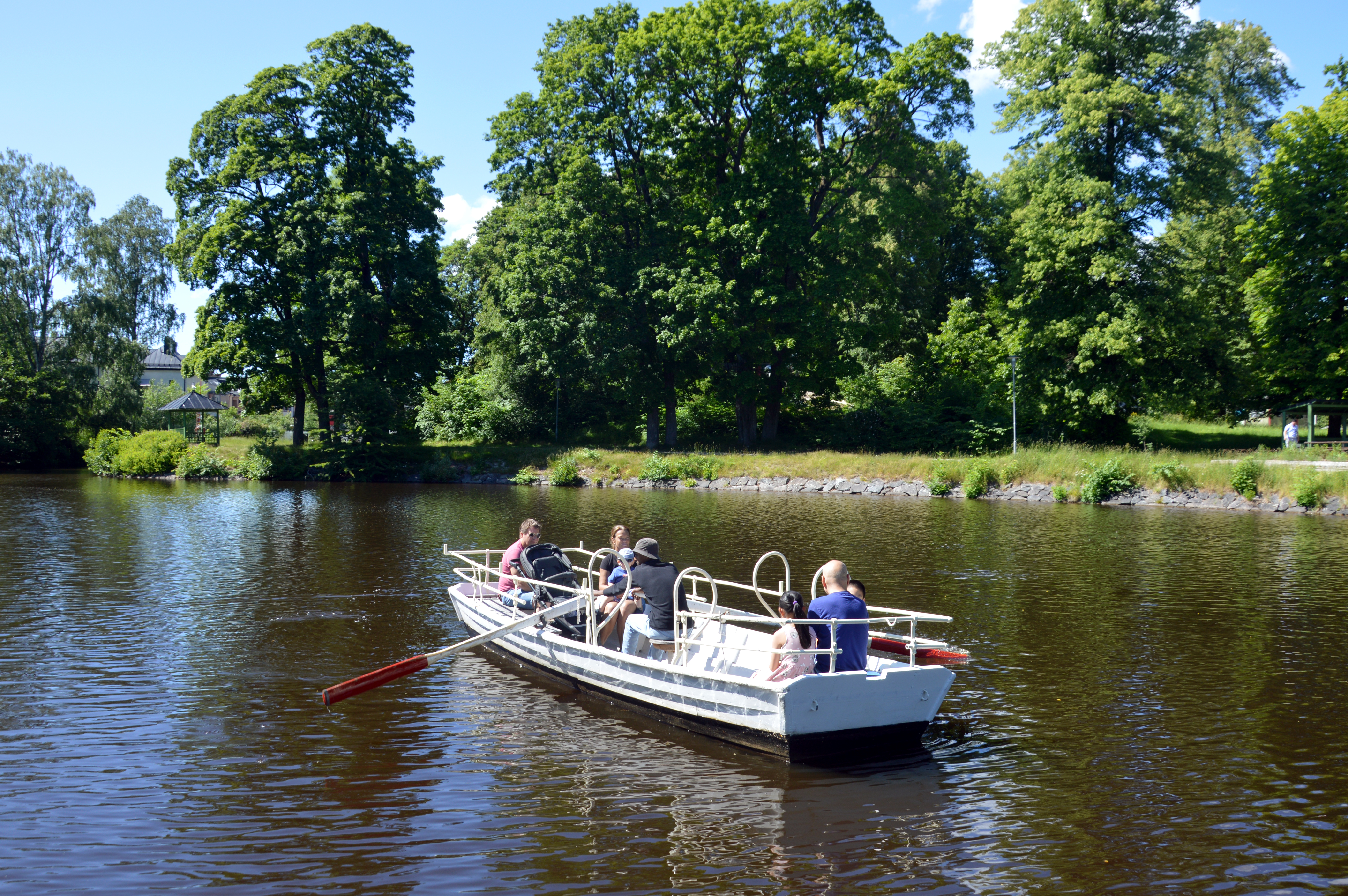
Färjan mellan Stadsparken och Stora Holmen, 2022.

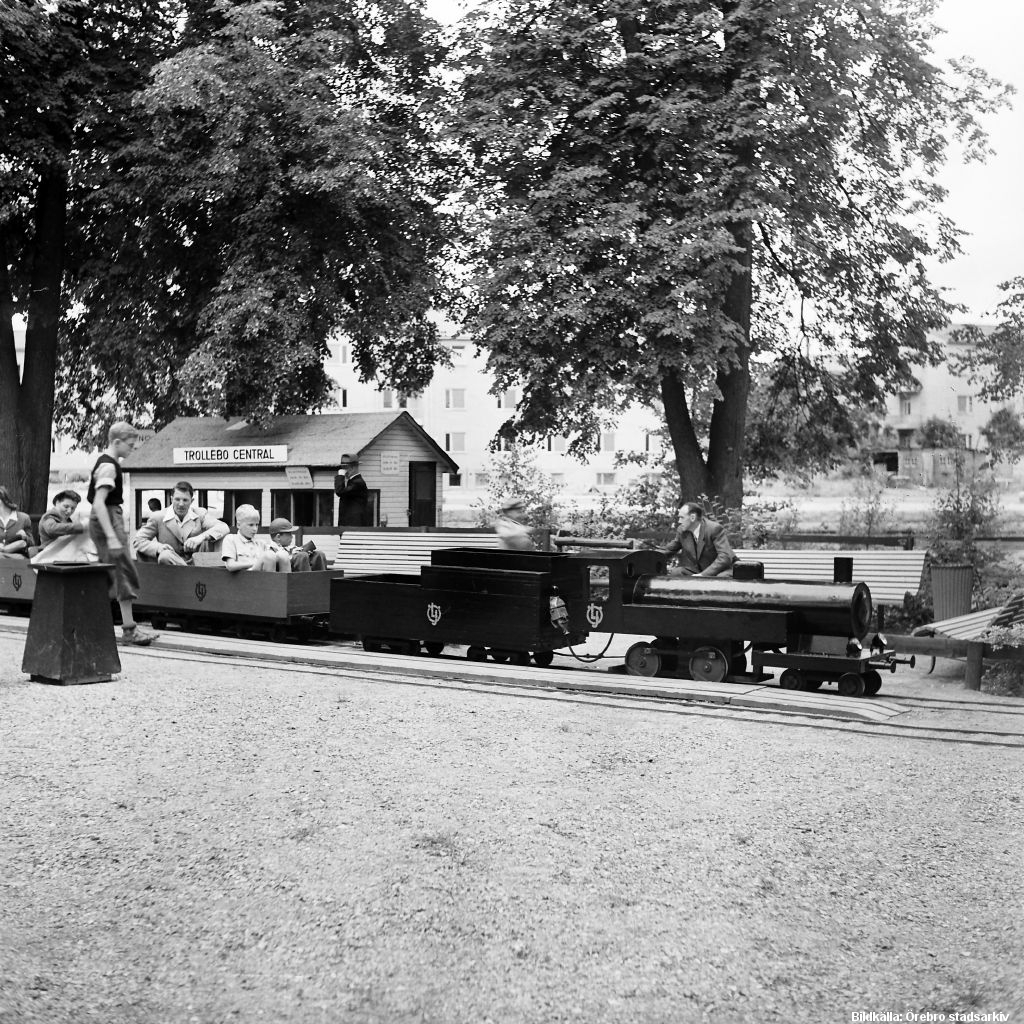
Lilleputtåget i dess ursprungliga form. 1950-tal.

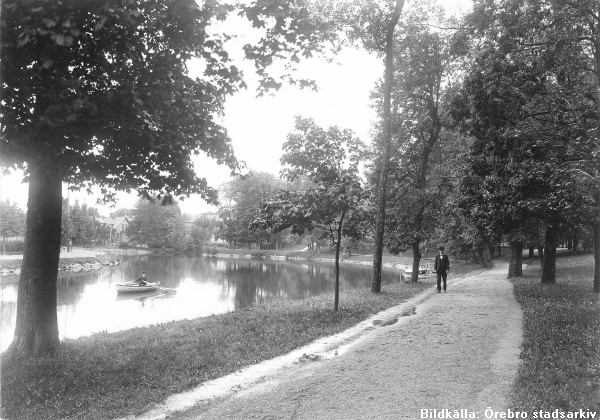
Stora Holmen och Örebro kanal år 1903

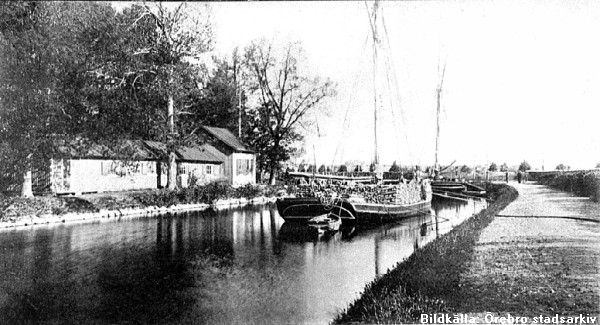
Kägelbanan på Stora Holmen år 1920

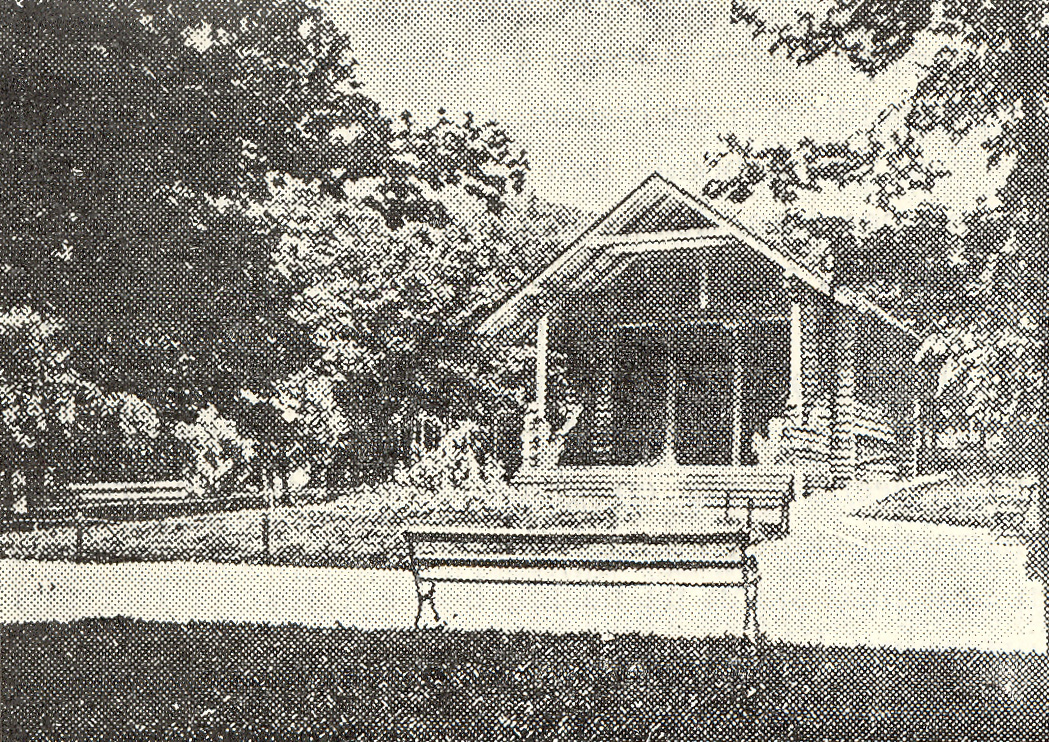
Laxåstugan som först fanns på Örebroutställningen 1899, sedan på Stora Holmen.

Stora Holmen är en stor holme i Svartån i Örebro, mellan USÖ, Choisie, Stadsparken och Wadköping. Ön utgör en del av stadens östra friluftsområde och förvaltas av Örebro kommun. Sedan början av 1900-talet finns där en upplevelsepark för barn, lekplatser och ett "lilleputtåg". Ön förbinds med fastlandet via två broar i norr. Med roddfärjan Wictoria kan man sommartid på ett enkelt sätt gratis ta sig över till Stadsparken.

## Historia
Stora Holmen hette först Prostön, sedan Landshövdingeholmen, eftersom landshövdingen hade sin kålgård här. År 1817 bekostade landshövding Nils Gyldenstolpe anläggandet av en engelsk park på holmen. En obelisk till minne av detta finns alltjämt kvar på den östra delen av holmen. Senare skänkte landshövdingen holmen till staden på villkor att den skulle förbli park. En kaférörelse och senare ett värdshus uppstod. Det fanns även en kägelbana. Stora Holmen var förr en plats för folkliga nöjen såsom musik, dans, fyrverkerier och ballonguppstigningar.
I samband med anläggandet av Örebro kanal blev Stora Holmens östra udde genomgrävd för att räta farleden. På holmens västra del finns en gräsbevuxen kulle. Även denna är ett minne från kanalbyggandet, då jordmassor och slam lades upp här.
År 1899 blev Stora Holmen platsen för en del av aktiviteterna i samband med Örebroutställningen 1899. Senare flyttades Laxåstugan till Stora Holmen. Den hade fungerat som utställningspaviljong för Laxå Bruk vid utställningen. På Stora Holmen kom den att fungera som estrad vid utomhuskonserter. Den revs år 1952.
Idag har Stora Holmen en stor yta för barn. Det finns en trafiklekplats med trafikskyltar och trafikljus och en egen liten järnvägsstation där "Lilleputtåget" tar med besökare på en tur runt ön. Lilleputtåget konstruerades år 1947 av ingenjör Åke Hoffström, Kumla, och fanns ursprungligen i Sveaparken, där det var en del av arrangemangen för barn inom ramen för Örebroutställningen 1947. Efter utställningens avslutning flyttades tåget till Stora Holmen. Tågbanan har efter hand byggts ut.
Här finns också, kiosk med glass, minikaruseller och mycket annat. 